# Actinocythereis triangularis
Actinocythereis triangularis is een mosselkreeftjessoort uit de familie van de Trachyleberididae. De wetenschappelijke naam van de soort is voor het eerst geldig gepubliceerd in 1966 door Morales.